# Bhadrajun
Bhadrajun fou un estat tributari protegit de l'Índia, un jagir de Jodhpur, format per 27 pobles, i regit per la dinastia del sub clan Jodha dels rajputs rathor amb títol de thakur (noble).
L'estat fou fundat el 1596 per Kunwar Mukund Das, net de Rao Maldeo de Marwar (Jodhpur). Al segle XIX el thakur Bakhtawar Singh fou succeït per Indra Bhan (segurament el seu fill) que va governar fins al 1856. El seu successor fou el fill Sangram Singh. L'estat fou integrat a l'Índia el 1949.